# Scipión Llona
Scipión Emiliano Llona Gastañeta (Lima, 19 de diciembre de 1864 - Miraflores, 21 de noviembre de 1946) fue un científico peruano.

## Biografía
Hijo de Emiliano Llona Echeverri y de María Rosa Bartolina Gastañeta Rivero, su hermano Víctor fue un escritor afincado en Nueva York, EE. UU., donde publicó varias novelas. Scipión tuvo dos hijas; Teresa María Llona y Adriana.
Estudió en el Colegio de Neuilly en París, y luego en el Instituto Científico de Lima, dirigido por José Granda. Fue alumno particular de Federico Villarreal. Ingresó a la Escuela Nacional de Ingenieros, pero dejó sus estudios a causa de la enfermedad de su padre, para atender su mina de vanadio, y otros asuntos comerciales. Ganó por concurso el cargo de Secretario de la Sociedad Geográfica de Lima, institución fundada en 1888. Este cargo lo ejerció de manera continua hasta su muerte en 1946.
Colaboró en la creación del Observatorio Sismológico de Lima en 1906, con otros socios de la Sociedad Geográfica de Lima, que comenzó sus actividades oficiales en 1908. Cuando este Observatorio pasó a ser administrado por el Ministerio de Fomento y Obras en 1924, Llona ya era su director y desde entonces pasó a denominarse Servicio Sismológico del Estado. Escribió sobre la Geografía de Madre de Dios en el Boletín de la Sociedad Geográfica de Lima (1904).
Asistió al Congreso Mundial de Geodesia y Geofísica de Madrid (1924) representando al Perú. Publicó en 1919 "Teoría Cosmológica Cicloidal", Tomo I. Esta obra fue evaluada por un Comité Científico de la Sociedad Geográfica de Lima conformada por Federico Villarreal, Hope Jones y Manuel Melitón Carvajal Ambulodegui, quienes resaltaron la trascendencia científica de la obra. La Teoría Cosmológica Cicloidal es un intento de encontrar una causa y efecto entre los movimientos cicloidales que tiene cualquier astro del universo y los efectos que pueden tener en el interior de los mismos, así mismo estudia las fuerzas de inercia causadas por la rotación del planeta Tierra. Plantea que la Sismología tiene como fin último la predicción de los sismos, rebatiendo la no predictibilidad de los sismos expresada por el sismólogo francés Fernand de Montessus de Ballore en Chile.
Fue vocal del Instituto Panamericano de Geografía e Historia, asistiendo como uno de los delegados peruanos en la III Asamblea del Instituto, realizada en Lima en 1941.
Falleció el 21 de noviembre de 1946, y fue enterrado con honores de Ministro de Estado en el Cementerio Presbítero Matías Maestro.

## Publicaciones
- Reseña histórico-geográfica de los ríos Paucartambo y Madre de Dios, Boletín de la Sociedad Geográfica de Lima,1903, Tomo XIII, pgs.73-176
- Teoría Cosmológica Cicloidal,1919.